# P1Harmony
P1Harmony (кор. 피원하모니; акронім: P1H) — південнокорейський бой-бенд, створений компанією FNC Entertainment у 2020 році. До складу гурту входить шість учасників: Кіхо, Тео, Джіун, Інтак, Соул та Чонсоб. Спочатку, 27 серпня 2020 року, гурт анонсували через фільм «P1H: The Beginning of a New World». 28 жовтня 2020 року P1Harmony дебютували з мініальбомом Disharmony: Stand Out.

## Назва
Назва гурту пов'язана з поєднанням слів Plus, Number 1 та Harmony. Члени гурту «єднаються» разом, щоб створити «один» гурт, аби досягнути нескінченні можливості «гармоній».
20 квітня 2021 року оголосили офіційну назву фандому гурту — P1ece (кор. 피스), значить, що фанати незамінні для гурту.

## Кар'єра

### Предебют
До свого дебюту Чонсоб був учасником реаліті-шоу SBS K-pop Star 6: The Last Chance у складі Boyfriend. Він переміг у шоу, після чого підписав контракт з YG Entertainment. Через два роки Чонсоб приєднався до шоу YG Survival YG Treasure Box як учасник Групи C. Однак у 9 епізоді його виключили.
У 2018 році Інтак взяв участь у 10 епізоді вар'єте шоу JTBC I've Fallen For You.

### 2020: Дебют таDisharmony: Stand Out

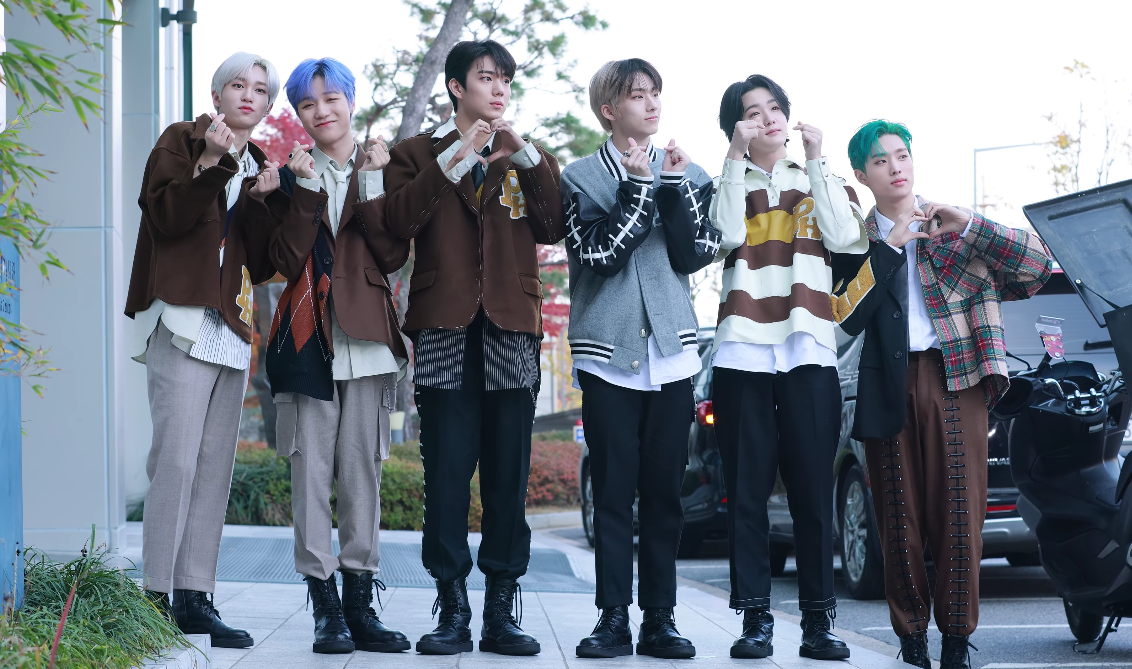
P1Harmony на Show! Music Core 14 листопада 2020

У серпні 2020 FNC Entertainment оголосили про створення нового бой-бенду. 27 серпня компанія випустила тізер-постер дебютного фільму гурту — P1H: The Beginning of a New World, який вони описали як «ф'южн-проєкт, що поєднує K-pop і K-movie». Вони були першим гуртом, що анонсували через фільм.

1 вересня 2020 FNC Entertainment офіційно оголосили назву нового гурту — P1Harmony, а також опублікували на Youtube тізер з офіційним логотипом. 8 вересня вийшов офіційний тізер гурту на їхньому Youtube-каналі. 2 жовтня було опубліковано перші фотографії учасників P1Harmony та додаткову інформацію про кожного, а 8 жовтня гурт випустив стрічку «P1H: The Beginning of a New World», в якій учасники гурту виконали головні ролі. Фільм розповідає історію підлітків, що розкидані в різних вимірах, які намагаються врятувати зруйновану землю та знайти зірку надії.

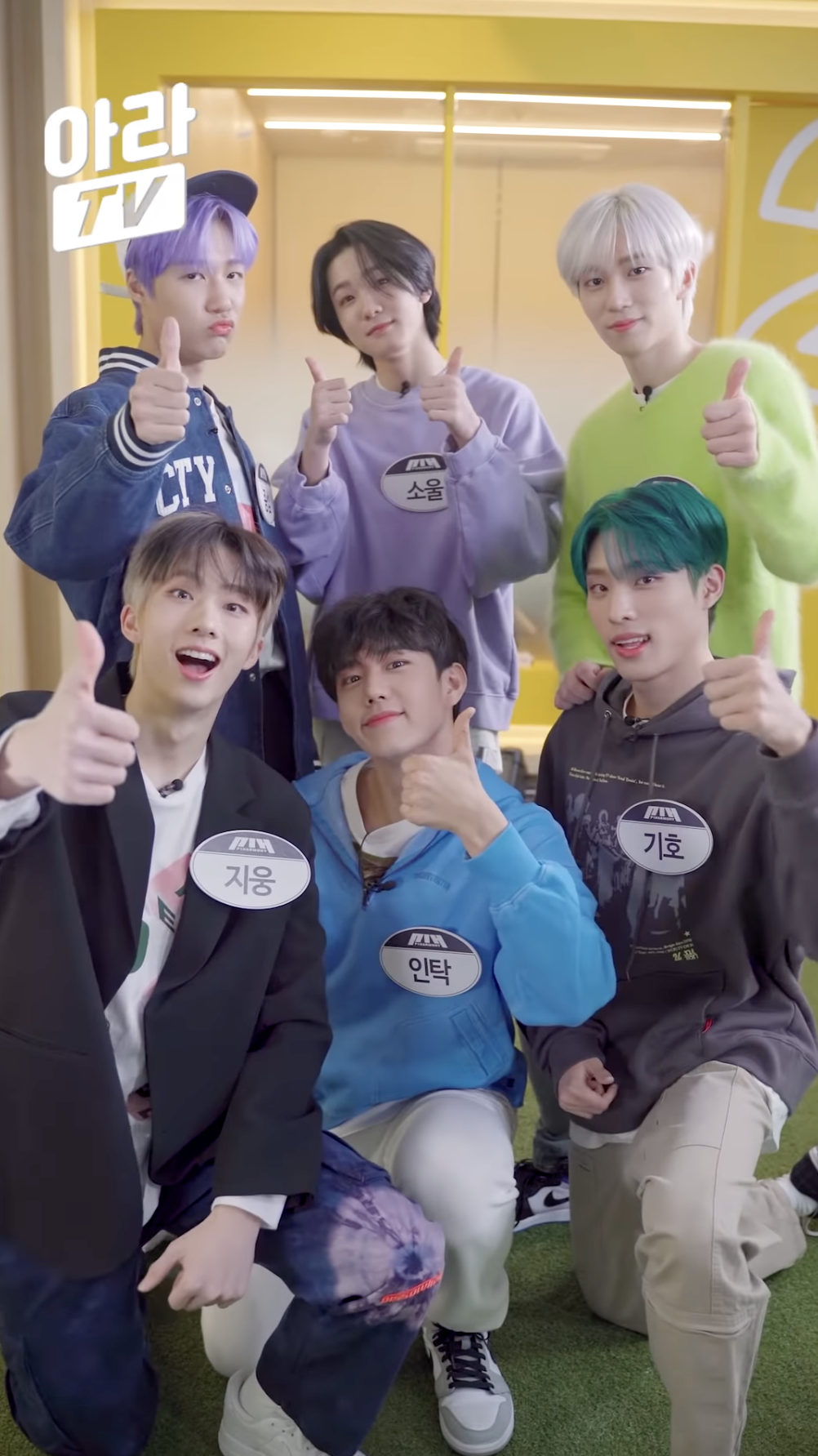
P1Harmony на каналі ARATV 24 листопада 2020

28 жовтня 2020 року гурт дебютував з мініальбомом Disharmony: Stand Out та головним треком «Siren». Всі учасники гурту взяли участь у написанні текстів для пісень з альбому
29 грудня 2020 року P1Harmony взяли участь у мистецькому колабораційному проєкті DAZED «MIX HARMONY» та створили цифровий сингл «틀 (Breakthrough) Full Ver».

### 2021:Disharmony: Break Out
20 квітня 2021 року відбувся перший камбек гурту з другим мініальбомом Disharmony: Break Out та його заголовною композицією «Scared» (кор. 겁나니).
Цим альбомом P1Harmony заявили, що хочуть донести до світу більш позитивне послання. Заголовний трек «Scared» поєднує в собі хіп-хоп та R&B. Пісня має на меті показати світові важливість ліквідації нерівності. «Believe in yourself, don't be afraid, make your voice heard» (Вір у себе, не бійся, зроби так, щоб твій голос почули). Крім того, всі учасники гурту написали тексти до п'яти пісень (загалом шість), що демонструє силу та амбіції гурту як самодостатніх артистів.
У 2021 році гурт номінували на премію Seoul Music Awards New Artist Award та MAMA Men's New Artist Award.

### 2022:Disharmony: Find Out, Gotta Get Back, Harmony: Zero InтаHarmony: Set In
3 січня 2022 року гурт випустив свій третій мініальбом Disharmony: Find Out та головну композицію «Do It Like This». Продажі за перший тиждень перевищили 86,000 копій, що більш ніж утричі більше, ніж у другого мініальбому, показавши постійний розвиток гурту. Дев'ять регіонів світу в iTunes включили його до трійки лідерів у чарті POP-альбомів.
28 січня 2022 було оголошено, що гурт вирушить у свій перший закордонний тур «2022 P1Harmony LIVE TOUR [P1ustage H: PEACE]». Квітки на концерти були розпродані протягом 30 хвилин. 26 лютого їхньою першою зупинкою став Сеул, а починаючи з 11 березня, в рамках туру вони відвідали 8 міст у США. Тур закінчився 18 травня.
10 березня 2022 гурт випустив нову пісню «Do it Like This», англійську версію їхнього головного синглу з мініальбому Disharmony: Find Out.
26 травня 2022 гурт випустив цифровий сингл «Gotta Bet Back» разом з американським виконавцем Pink Sweat$. Композитором виступив Pink Sweat$, а Інтак та Чонсоп брали участь у написанні тексту пісні.

1 лютого мініальбом Disharmony: Find Out посів четверте місце у списку найбільш продаваних альбомів K-Pop за січень 2022 року, за версією Hanteo Chart з тиражем 91,969 копії.

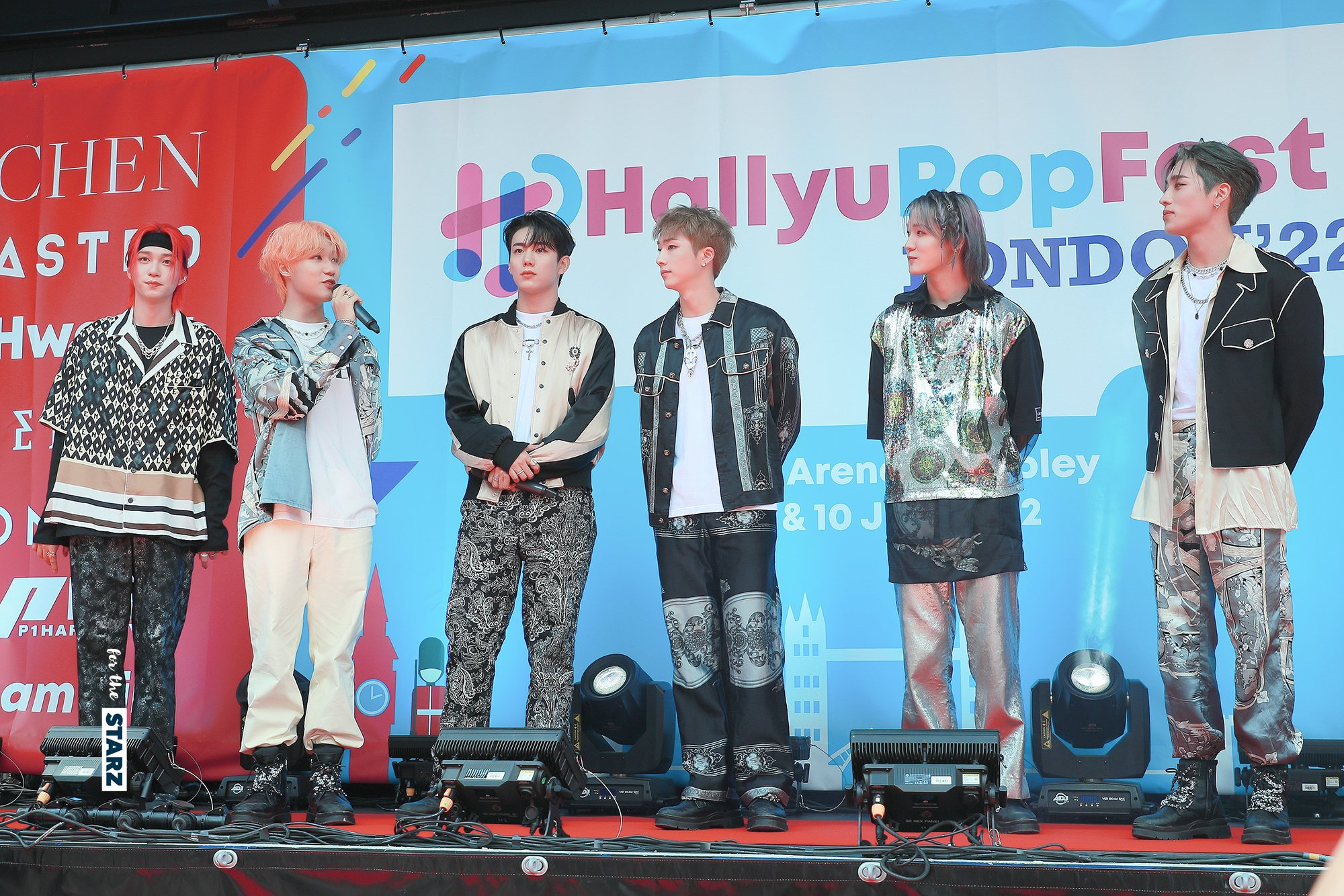
P1Harmony на фестивалі HallyuPopFest у Лондоні 9 липня 2022

20 липня 2022 P1Harmony випустили свій четвертий мініальбом Harmony: Zero In з головним синглом «Doom Du Doom». За перший тиждень було продано понад 104,000 копій альбому, що стало рекордом для гурту.
30 листопада 2022 гурт випустили свій п'ятий мініальбом Harmony: Set In з головний сингл «Back Down». 29 листопада гурт виступив зі своєю новою піснею на шоу NBC The Kelly Clarkson Show. Продажі мініальбому перевищили 132,000 копій за перший тиждень, що стало новим рекордом у кар'єрі гурту.

### 2023–донині: P1ustage H: P1oneer Live Tour таHarmony: All In
У січні 2023 P1Harmony розпочали свій другий закордонний тур «2023 P1Harmony Live Tour [P1ustage H: P1oneer]». 14–15 січня відбувся дводенний концерт у Сеулі. Далі гурт вирушив у США, де провів концерти у 12 містах.
У день концерту у Г'юстоні 26 січня, гурт з'явився у шоу CBS Great Day Huston, що є одним з найпопулярніших ранкових шоу у цьому регіоні.
8 червня P1Harmony випустили шостий мініальбом Harmony: All In, й пізніше англійську версію заглавного синглу «Jump». Альбом побив минулий рекорд гурту, розпродавши тираж 251,576 копії за перший тиждень.

## Учасники
| Сценічний псевдонім | Сценічний псевдонім | Сценічний псевдонім | Справжнє ім'я | Справжнє ім'я | Справжнє ім'я     | Дата народження              | Позиція у гурті            |
| Українською         | Латиницею           | Хангилем            | Українською   | Латиницею     | Хангилем / кандзі | Дата народження              | Позиція у гурті            |
| ------------------- | ------------------- | ------------------- | ------------- | ------------- | ----------------- | ---------------------------- | -------------------------- |
| Кіхо                | Keeho               | 기호                | Юн Кіхо       | Yoon Keeho    | 윤기호            | 27 вересня 2001 (23 роки)    | Лідер, вокаліст            |
| Тео                 | Theo                | 테오                | Чхве Теян     | Choi Taeyang  | 최태양            | 1 липня 2001 (23 роки)       | Вокаліст                   |
| Джіун               | Jiung               | 지웅                | Чхве Джіун    | Choi Jiung    | 최지웅            | 7 жовтня 2001 (23 роки)      | Репер, вокаліст, танцюрист |
| Інтак               | Intak               | 인탁                | Хван Інтак    | Hwang Intak   | 황인탁            | 31 серпня 2003 (21 рік)      | Репер, танцюрист           |
| Соул                | Soul                | 소울                | Хаку Шота     | Haku Shota    | 白翔太            | 1 лютого 2005 (20 років)     | Репер, танцюрист           |
| Чонсоб              | Jongseob            | 종섭                | Кім Чонсоб    | Kim Jongseob  | 김종섭            | 19 листопада 2005 (19 років) | Репер, танцюрист, макне    |

## Дискографія

### Мініальбоми
| Назва                                                                            | Деталі мініальбому | Пікові позиції у чартах | Пікові позиції у чартах | Продажі                                 |
| Назва                                                                            | Деталі мініальбому | KOR                     | US World                | Продажі                                 |
| -------------------------------------------------------------------------------- | --- | ----------------------- | ----------------------- | --------------------------------------- |
| Disharmony: Stand Out                                                            | - Реліз: 28 жовтня 2020 - Лейбл: FNC Entertainment - Формат: CD, цифрове завантаження, стримінг Трек-лист 1. «Intro; Breakthrough» (틀) 2. «Siren» 3. «Nemonade» (네모네이드) 4. «That's It» (이거지) 5. «Butterfly» 6. «Skit; Disharmony #1»                          | 5                       | —                       | - Південна Корея: 37,913                |
| Disharmony: Break Out                                                            | - Реліз: 20 квітня 2021 - Лейбл: FNC Entertainment - Формат: CD, цифрове завантаження, стримінг Трек-лист 1. «Scared» (겁나니) 2. «Reset» 3. «Pyramid» 4. «Ayaya» 5. «End It» (끝장내) 6. «If You Call Me»                                                             | 6                       | —                       | - Південна Корея: 67,150                |
| Disharmony: Find Out                                                             | - Реліз: 3 січня 2022 - Лейбл: FNC Entertainment - Формат: CD, цифрове завантаження, стримінг Трек-лист 1. «Do It Like This» 2. «That'$ Money» 3. «Follow Me» 4. «Bop» 5. «Before the Dawn» 6. «Peacemaker» 7. «Do It Like This» (English Version)                     | 3                       | —                       | - Південна Корея: 108,362               |
| Harmony: Zero In                                                                 | - Реліз: 20 липня 2022 - Лейбл: FNC Entertainment - Формат: CD, цифрове завантаження, стримінг Трек-лист 1. «Doom Du Doom» (둠두둠) 2. «Black Hole» 3. «Yes Man» 4. «Swagger» 5. «Mirror Mirror» 6. «Different Song for Me»                                            | 3                       | —                       | - Південна Корея: 110,870               |
| Harmony: Set In                                                                  | - Реліз: 30 листопада 2022 - Лейбл: FNC Entertainment - Формат: CD, цифрове завантаження, стримінг Трек-лист 1. «Back Down» 2. «BFF (Best Friends Forever)» 3. «Secret Sauce» 4. «One and Only» 5. «Look At Me Now» (태양을 삼킨 아이) 6. «Better Together» (배낭여행) | 5                       | 14                      | - Південна Корея: 163,065               |
| Harmony: All In                                                                  | - Реліз: 8 червня 2023 - Лейбл: FNC Entertainment - Формати: CD, цифрове завантаження, стримінг Трек-лист 1. «Jump» 2. «Love Me for Me» 3. «New Classic» 4. «More Than Words» 5. «Heartbeat Drum» 6. «I Am You»                                                        | 3                       | 3                       | - Південна Корея: 265,608 - США: 15,000 |
| «—» релізи, що не потрапили у чарти або не були випущені у відповідних регіонах. | |                         |                         |                                         |

### Сингли
| Назва                            | Рік  | Пікові позиції у чартах | Альбом                |
| Назва                            | Рік  | KOR Down.               | Альбом                |
| -------------------------------- | ---- | ----------------------- | --------------------- |
| «Siren»                          | 2020 | —                       | Disharmony: Stand Out |
| «Scared» (겁나니)                | 2021 | —                       | Disharmony: Break Out |
| «Do It Like This»                | 2022 | —                       | Disharmony: Find Out  |
| «Gotta Get Back» (з Pink Sweat$) | 2022 | —                       | Сингл без альбому     |
| «Doom Du Doom» (둠두둠)          | 2022 | 121                     | Harmony: Zero In      |
| "Back Down"                      | 2022 | 110                     | Harmony: Set In       |
| «Super Chic» (з New Hope Club)   | 2023 | —                       | Не увійшов до альбому |
| «Jump»                           | 2023 | 111                     | Harmony: All In       |

## Фільмографія

### Фільми
| Рік  | Назва                             | Режисер   | Нотатки                      | Прим.  |
| ---- | --------------------------------- | --------- | ---------------------------- | ------ |
| 2020 | P1H: The Beginning of a New World | Юн Хонсин | Всі учасники; дебютний фільм | [ 43 ] |

### Реаліті-шоу
| Рік  | Назва                    | Мережа          | Нотатки     |
| ---- | ------------------------ | --------------- | ----------- |
| 2021 | P1Harmony Harmonission   | P1Harmony       | 4 епізоди   |
| 2021 | 1theK Hard Training Team | 1theK Originals | 5 епізодів  |
| 2021 | SAESSAK HARMONY          | P1Harmony       | 15 епізодів |

## Відеографія

### Музичні кліпи
| Назва                   | Рік  | Режисер(и)                          | Нотатки         | Прим.         |
| ----------------------- | ---- | ----------------------------------- | --------------- | ------------- |
| «Siren»                 | 2020 | Seong Wonmo (Digipedi)              | Н/Д             | [ 44 ]        |
| «Scared» (겁나니)       | 2021 | Seong Wonmo (Digipedi)              | Н/Д             | [ 45 ]        |
| «Do It Like This»       | 2022 | Seong Wonmo (Digipedi)              | English Version | [ 46 ] [ 47 ] |
| «Gotta Get Back»        | 2022 | Song Ji Wook (Avenew CreativeI)     | з Pink Sweat$   | [ 48 ]        |
| «Doom Du Doom» (둠두둠) | 2022 | Seong Wonmo (Digipedi)              | Н/Д             | [ 49 ]        |
| «Back Down»             | 2022 | Seong Wonmo, Moon Seokho (Digipedi) | Н/Д             | [ 50 ]        |
| «Super Chic»            | 2023 | Н/Д                                 | з New Hope Club | Н/Д           |

### Інші відео
| Назва                              | Рік  | Режисер(и)             | Прим.  |
| ---------------------------------- | ---- | ---------------------- | ------ |
| «W+W (Welcome to +WORLD)»          | 2021 | Dongle Shin (Dee Shin) | [ 51 ] |
| «W+W (Welcome to +WORLD) KEEHO»    | 2021 | Dongle Shin (Dee Shin) | [ 51 ] |
| «W+W (Welcome to +WORLD) INTAK»    | 2021 | Dongle Shin (Dee Shin) | [ 51 ] |
| «W+W (Welcome to +WORLD) THEO»     | 2021 | Dongle Shin (Dee Shin) | [ 51 ] |
| «W+W (Welcome to +WORLD) JONGSEOB» | 2021 | Dongle Shin (Dee Shin) | [ 51 ] |
| «W+W (Welcome to +WORLD) SOUL»     | 2021 | Dongle Shin (Dee Shin) | [ 51 ] |
| «W+W (Welcome to +WORLD) JIUNG»    | 2021 | Dongle Shin (Dee Shin) | [ 51 ] |

## Концерти і тури

### Шоукейси
| Рік  | Дата         | Назва                                           | Місце проведення            | Прим.  |
| ---- | ------------ | ----------------------------------------------- | --------------------------- | ------ |
| 2020 | 28 жовтня    | 1st Mini-album ‘DISHARMONY: STAND OUT' Showcase | Olympic Hall                | [ 52 ] |
| 2021 | 20 квітня    | 2nd Mini-album ‘DISHARMONY: BREAK OUT' Showcase | Blue Square Mastercard Hall | [ 53 ] |
| 2022 | 3 січня      | 3rd Mini-album ‘DISHARMONY: FIND OUT' Showcase  | Онлайн                      | [ 54 ] |
| 2022 | 20 липня     | 4th Mini-album ‘HARMONY: ZERO IN' Showcase      | YES24 Live Hall             | [ 55 ] |
| 2022 | 29 листопада | 5th Mini-album ‘HARMONY: SET IN' Showcase       | YES24 Live Hall             | [ 56 ] |

### 2022 P1Harmony Live Tour [P1ustage H: Peace]
| Дата            | Місто        | Країна         | Місце проведення         | Прим   |
| --------------- | ------------ | -------------- | ------------------------ | ------ |
| 26 лютого 2022  | Сеул         | Південна Корея | Yes 24 Live Hall         | [ 57 ] |
| 10 березня 2022 | Нью-Йорк     | США            | The Town Hall            | [ 57 ] |
| 11 березня 2022 | Нью-Йорк     | США            | The Town Hall            | [ 57 ] |
| 13 березня 2022 | Вашингтон    | США            | Warner Theatre           | [ 57 ] |
| 16 березня 2022 | Маямі        | США            | The Fillmore Miami Beach | [ 57 ] |
| 18 березня 2022 | Г'юстон      | США            | 713 Music Hall           | [ 57 ] |
| 8 травня 2022   | Атланта      | США            | Coca-Cola Roxy           | [ 57 ] |
| 11 травня 2022  | Чикаго       | США            | Copernicus Center        | [ 57 ] |
| 13 травня 2022  | Денвер       | США            | Fillmore Auditorium      | [ 57 ] |
| 15 травня 2022  | Лос-Анджелес | США            | The Theatre at Ace Hotel | [ 57 ] |
| 16 травня 2022  | Лос-Анджелес | США            | The Theatre at Ace Hotel | [ 57 ] |
| 18 травня 2022  | Сан-Хосе     | США            | San Jose Civic           | [ 57 ] |

20 березня було оголошено про перенесення шоу у Чикаго через те, що члени персоналу отримали позитивний тест на COVID-19. 21 березня було оголошено, що всі учасники гурту окрім Інтака теж захворіли на коронавірус. В результаті другу частину туру було перенесено з 20-28 березня на 8-18 травня.

### 2023 P1Harmony Live Tour [P1ustage H: P1oneer]
| Дата             | Місто        | Країна         | Місце проведення            | Прим.  |
| ---------------- | ------------ | -------------- | --------------------------- | ------ |
| 14 січня 2023    | Сеул         | Південна Корея | Blue Square Mastercard Hall | [ 59 ] |
| 15 січня 2023    | Сеул         | Південна Корея | Blue Square Mastercard Hall | [ 59 ] |
| 20 січня 2023    | Лос-Анджелес | США            | Hollywood Palladium         | [ 59 ] |
| 22 січня 2023    | Окленд       | США            | Paramount Theatre           | [ 59 ] |
| 24 січня 2023    | Денвер       | США            | Fillmore Auditorium         | [ 59 ] |
| 26 січня 2023    | Г'юстон      | США            | 713 Music Hall              | [ 59 ] |
| 29 січня 2023    | Чикаго       | США            | Chicago Theatre             | [ 59 ] |
| 1 лютого 2023    | Атланта      | США            | Coca-Cola Roxy              | [ 59 ] |
| 3 лютого 2023    | Редінг       | США            | Santander Arena             | [ 59 ] |
| 5 лютого 2023    | Нью-Йорк     | США            | Terminal 5                  | [ 59 ] |
| February 8, 2023 | Вашингтон    | США            | MGM National Harbor         | [ 59 ] |
| 12 лютого 2023   | Нашвіль      | США            | Grand Ole Opry              | [ 59 ] |
| 14 лютого 2023   | Остін        | США            | ACL Live                    | [ 59 ] |
| 16 лютого 2023   | Даллас       | США            | Music Hall at Fair Park     | [ 59 ] |

### Участь у концертах
| Дата           | Назва                           | Місто | Країна | Місце проведення          | Прим.  |
| -------------- | ------------------------------- | ----- | ------ | ------------------------- | ------ |
| 17 грудня 2022 | 2022 FNC Kingdom «Star Station» | Тіба  | Японія | Makuhari Messe Event Hall | [ 60 ] |
| 18 грудня 2022 | 2022 FNC Kingdom «Star Station» | Тіба  | Японія | Makuhari Messe Event Hall | [ 60 ] |

### Інші концерти
| Рік  | Дата        | Назва                           | Місце проведення                      | Прим.  |
| ---- | ----------- | ------------------------------- | ------------------------------------- | ------ |
| 2021 | 20 березня  | KCON:TACT 3                     | Онлайн                                | [ 61 ] |
| 2021 | 19 червня   | KCON: TACT 4                    | Онлайн                                | [ 62 ] |
| 2021 | 31 жовтня   | 2021 SBS Super Concert у Тегу   | Daegu Stadium                         | [ 63 ] |
| 2021 | 6 листопада | SBS Unite ON: Live Concert      | Онлайн                                | [ 64 ] |
| 2022 | 9 липня     | HallyuPopFest Лондон            | Вемблі Арена                          | [ 65 ] |
| 2022 | 16 липня    | 2022 G-KPOP Concert             | COEX East Plaza                       | [ 66 ] |
| 2022 | 6 серпня    | Haus of Wonder                  | Korea International Exhibition Center | [ 67 ] |
| 2022 | 13 серпня   | HallyuPopFest Sydney            | Qudos Bank Arena                      | [ 68 ] |
| 2022 | 20 серпня   | KCON 2022 in LA                 | Crypto.com Arena                      | [ 69 ] |
| 2022 | 10 вересня  | hyperound K-Fest Abu Dhabi 2022 | Etihad Arena                          | [ 70 ] |
| 2022 | 30 вересня  | KCON 2022 in SAUDI ARABIA       | Boulevard Riyadh City                 | [ 71 ] |
| 2022 | 15 жовтня   | KAMP LOS ANGELES 2022           | Rose Bowl Stadium                     | [ 72 ] |
| 2022 | 19 жовтня   | mu: con 2022                    | Nodeul Island Live House              | [ 73 ] |

## Нагороди та номінації
| Нагорода                      | Рік  | Категорія                        | Номінант / робота     | Результат | Прим.  |
| ----------------------------- | ---- | -------------------------------- | --------------------- | --------- | ------ |
| Asia Artist Awards            | 2021 | Male Idol Group Popularity Award | P1Harmony             | Номінація | [ 74 ] |
| Brand Customer Loyalty Awards | 2021 | Best Male Rookie Award           | P1Harmony             | Номінація | [ 75 ] |
| Brand of the Year Awards      | 2021 | Rookie Male Idol Award           | P1Harmony             | Номінація | [ 76 ] |
| Mnet Asian Music Awards       | 2021 | Best New Male Artist             | P1Harmony             | Номінація | [ 77 ] |
| Mnet Asian Music Awards       | 2021 | Artist of the Year               | P1Harmony             | Номінація | [ 77 ] |
| Mnet Asian Music Awards       | 2021 | Album of the Year                | Disharmony: Break Out | Номінація | [ 77 ] |
| Seoul Music Awards            | 2021 | Rookie of the Year               | P1Harmony             | Номінація | [ 78 ] |
| Seoul Music Awards            | 2021 | K-wave Popularity Award          | P1Harmony             | Номінація | [ 78 ] |
| Seoul Music Awards            | 2021 | Popularity Award                 | P1Harmony             | Номінація | [ 78 ] |